# JR九州ファーム
JR九州ファーム株式会社（ジェイアールきゅうしゅうファーム）は、九州旅客鉄道（JR九州）グループ会社。農業・畜産業の自社ブランド商品の生産・販売を行う。2015年に各地にあった運営企業を統合し、設立。

## 概要
JR九州では2010年（平成22年）4月、大分県大分市で「ニラ」の栽培に参入したのを皮切りに、順次九州各地で営農を開始した。JR九州グループの農業・畜産業事業を一つに束ねた会社として2015年7月1日発足。現在九州各地に8つの農場で営農を行っている。営農者・農場長は元駅長や元運転士など、現業からの転身者もいる。JR九州の農業参入は大分県からグループ会社を通して経営企画部に打診がされたという。
このほか、直売所として「八百屋の九ちゃん」を運営する。過去には、製菓店「うちのたまごEGG & SWEETS」も運営していた。なお、鶏卵直売所兼卵料理専門店「うちのたまご直売所」・「うちのたまご」・「うちのたまごテラス」はJR九州フードサービスが運営する。
農場は耕作放棄地やタバコ農家の転作農地を活用し、土地の賃貸借をもって農場を経営している。

## 沿革
会社概要や出典による
- 2010年（平成22年）4月：株式会社JR九州ファーム大分を大分市に設立し農業に参入。ニラの栽培を開始
- 2011年（平成23年）
  - 7月
    - 株式会社JR九州ファーム大分が大分県臼杵市で甘夏の栽培を開始
    - JR九州たまごファーム株式会社を福岡県飯塚市に設立

  - 11月：JR九州鉄道営業（現JR九州サービスサポート）が熊本県玉名市でミニトマトの栽培を開始
  - 12月：JR九州たまごファームが福岡県飯塚市でブランド鶏卵（うちのたまご）の生産を開始
- 2012年（平成24年）9月：JR九州ファーム宮崎株式会社を宮崎県児湯郡新富町に設立
- 2013年（平成25年）
  - 4月：JR九州鉄道営業が熊本県宇土市でネーブル、デコポン、温州みかんの栽培を開始
  - 7月JR九州ファーム宮崎が宮崎県児湯郡新富町でピーマンの栽培を開始
- 2014年（平成26年）
  - 6月：JR九州たまごファーム、JR九州ファーム宮崎およびJR九州鉄道営業の農業部門を株式会社JR九州ファーム大分に統合
  - 7月：株式会社JR九州ファーム大分をJR九州ファーム株式会社に社名変更し、本社を佐賀県鳥栖市に移転
- 2015年（平成27年）
  - 5月：八百屋の九ちゃん1号店(千早店)を千早駅（福岡県福岡市東区）にオープン
  - 8月：糸島農場が福岡県糸島市で人参の栽培を開始
  - 9月
    1. 松浦農場が長崎県松浦市でブロッコリーの栽培を開始
    2. 糸島農場で大根、キャベツの栽培を開始

  - 10月
    - 松浦農場でアスパラガスの栽培を開始
    - 糸島農場でレタスの栽培を開始
- 2016年（平成28年）
  - 3月：八百屋の九ちゃん2号店吉塚店（吉塚駅）をオープン
  - 4月：八百屋の九ちゃん3号店博多店（博多駅）をオープン
  - 5月：通信販売サイト 八百屋の九ちゃんネットを開設
  - 6月：うちのたまご菓子専門店「うちのたまご」を筑紫野市にオープン
- 2017年（平成29年）
  - 7月：八百屋の九ちゃん六本松店（六本松421）をオープン
  - 11月：八百屋の九ちゃん博多店が閉店
- 2018年（平成30年）
  - 11月：八百屋の九ちゃんマークイズ福岡ももち店（MARK IS 福岡ももち）をオープン
- 2020年（平成32年）
  - 7月：八百屋の九ちゃん姪浜店（姪浜駅）をオープン

## 主な施設と生産物
農場案内と農林水産省の出典による。農地は全て賃貸借、大分・松浦の農場は農地中間管理機構を活用して取得している。
- 本社（鳥栖市） - JR鳥栖駅敷地内
- 大分農場（大分市）2.9ha：旧JR九州ファーム大分 - ニラ
- 臼杵農場（臼杵市）5.1ha：旧JR九州ファーム大分 - さつまいも
- 新富農場（新富町）1.7ha：旧JR九州ファーム宮崎 - ピーマン
- 玉名農場（玉名市）2.3ha：旧JR九州鉄道営業 - ミニトマト
- 宇土農場（宇土市）3.1ha：旧JR九州鉄道営業 - ネーブルオレンジ・デコポン・温州みかん
- 糸島農場（糸島市）0.6ha：JR九州ファーム（統合後） - 大根・人参・レタス・キャベツ
- 松浦農場（松浦市）5.3ha：JR九州ファーム（統合後） - ブロッコリー・アスパラガス
- 内野宿養鶏場（飯塚市）鶏舎6舎（約9600羽）：旧JR九州たまごファーム - うちのたまご（鶏卵）

## 八百屋の九ちゃん
JR九州ファームで生産された農畜産物は、JR九州グループの飲食店・ホテル、ななつ星in九州などで提供されるほか、直営の八百屋「八百屋の九ちゃん」にて販売されている。このほか、「九州産」に限って自社以外の青果物も取り扱う。また、八百屋の九ちゃんではネット販売を行っている。